# Kawaguchi
Kawaguchi (japanisch 川口市, Kawaguchi-shi) ist eine Stadt in der Präfektur Saitama auf Honshū, der Hauptinsel von Japan. Sie ist am nördlichen Rand von Tokio gelegen. Kawaguchi wurde am 1. April 1933 zur kreisfreien Stadt (-shi).
Wirtschaftlich bedeutsam sind der Maschinenbau, die Textilindustrie, Glas- und Eisenerzeugnisse sowie die elektrotechnische Industrie.

## Geographie
Kawaguchi liegt nördlich von Tokio, südlich von Saitama, westlich von Sōka und östlich von Toda und Warabi.

## Geschichte
Als kreisfreie Stadt entstand Kawaguchi (Kawaguchi-shi) 1933 durch den Zusammenschluss der Stadt Kawaguchi (Kawaguchi-machi) mit drei weiteren Dörfern im Landkreis Nord-Adachi (Kita-Adachi-gun). 1940, 1956 und 1962 wurden weitere Dorfgemeinden eingemeindet. Am 11. Oktober 2011 fusionierten die kreisfreien Städte Kawaguchi und Hatogaya zum neuen Kawaguchi. 2018 wurde es zur „Kernstadt“ ernannt.
Unternehmen betreiben dort Eisenguss, Maschinenbau, Elektrotechnik, Textilanfertigung. Der Stadtteil Angyō im Nordosten der Stadt ist bekannt für seine Bonsai-Züchtungen. In den letzten Jahren wurde Kawaguchi quasi zum Vorort von Tokio.

## Verkehr

### Straße
- Higashi-Nihon Kōsokudōro (Ostjapanische Autobahnen)
  - Tōhoku-Autobahn
  - Tōkyō-Gaikan-Autobahn (Äußerer Ring Tokio)
- Stadtautobahn Tokio
  - S1 (Kawaguchi-Linie)
- Ministerium für Land und Verkehr
  - Nationalstraße 122, nach Tōkyō bzw. Nikkō
  - Nationalstraße 298

### Zug
- JR Higashi-Nihon („JR Ostjapan“, engl. JR East)
  - Keihin-Tōhoku-Linie, Bahnhof Kawaguchi und Bahnhof Nishi-Kawaguchi nach Yokohama bzw. Saitama
  - Musashino-Linie, Bahnhof Higashi-Kawaguchi nach Funabashi bzw. Kokubunji
- Saitama Kōsoku Tetsudō (engl. Saitama Railway)
  - Saitama-Kōsoku-Tetsudō-Linie

## Söhne und Töchter der Stadt
- Yukio Ninagawa (1935–2016), Theater- und Filmregisseur
- Chara (Sängerin) (* 1968), Sängerin und Schauspielerin
- Kazuki Kaneshiro (* 1968), japanisch-koreanischer Autor
- Hiroyuki Endō (* 1986), Badmintonspieler
- Kenta Hirose (* 1992), Fußballspieler
- Ami Yuasa (* 1998), Breakdancerin
- Ruki Tobita (* 1999), Snowboarder
- Shunsuke Nishikubo (* 2003), Fußballspieler

## Angrenzende Städte und Gemeinden
- Saitama
- Warabi
- Toda
- Hatogaya
- Sōka
- Tokio: Stadtbezirk Kita